# Антонов, Алексей Гаврилович
Алексе́й Гаври́лович Анто́нов (1 апреля 1922, д. Вымно, Витебский район — 31 мая  1990) —  Герой Социалистического Труда (1978)
Заслуженный врач БССР (1968).

## Биография
Окончил Минский медицинский институт в 1948 году. С 1948 года — главный врач Высоченской участковой больницы Лиозненского района. Звание Героя присвоено за заслуги в развитии народного здравоохранения. Депутат Верховного Совета БССР с 1980 года.